# Wellington Camargo
Welington José de Camargo (Pirenópolis, 20 de março de 1971) é um político brasileiro, foi deputado estadual por Goiás.

## Vida Pessoal
Welington morou em Pirenópolis com a família e teve poliomielite aos dois anos de idade, o que fez com que sua família se mudasse para Goiânia para tratá-lo da doença. Ele ficou paraplégico.
É irmão dos membros da dupla sertaneja Zezé Di Camargo & Luciano, da atriz Luciele di Camargo, do também cantor Camargo da dupla Cleiton & Camargo e tio da cantora Wanessa Camargo.
É também cantor de música gospel e elegeu-se deputado estadual em Goiás, de 2002 a 2006.

## Prisão
Em janeiro de 2019 foi preso em Goiânia por falta de pagamento de pensão alimentícia a um de seus filhos. Após dois dias detido no Núcleo de Custódia de Aparecida de Goiânia, o cantor foi liberado depois de quitar os valores pendentes com a ex-mulher.

## Sequestro
Wellington foi sequestrado no dia 16 de dezembro de 1998. Os sequestradores pediram pelo resgate o pagamento de 300 mil dólares e cortaram parte da orelha esquerda de Wellington para apressarem o pagamento. A família pagou o resgate, e então ele foi deixado pelos sequestradores em um local situado entre as cidades de Goiânia e Guapó, após 96 dias de cativeiro. Em 23 de março de 1999, sete dos dez acusados de participarem do sequestro de irmão da famosa dupla foram presos em Campo Grande, no estado de Mato Grosso do Sul.